# Caroline Ammel
Caroline Ammel (ur. 22 listopada 1973 w Blanc-Mesnil) – francuska lekkoatletka specjalizująca się w skoku o tyczce.

## Osiągnięcia
- wielokrotna mistrzyni i rekordzistka[2] kraju

W 2000 reprezentowała Francję podczas igrzysk olimpijskich w Sydney. 17. lokata w eliminacjach nie dała jej awansu do finału.

## Rekordy życiowe
- skok o tyczce – 4,30 (2000)
- skok o tyczce (hala) – 4,22 (2000)